# Pöndorf
Pöndorf osztrák község Felső-Ausztria Vöcklabrucki járásában. 2018 januárjában 2386 lakosa volt.

## Elhelyezkedése

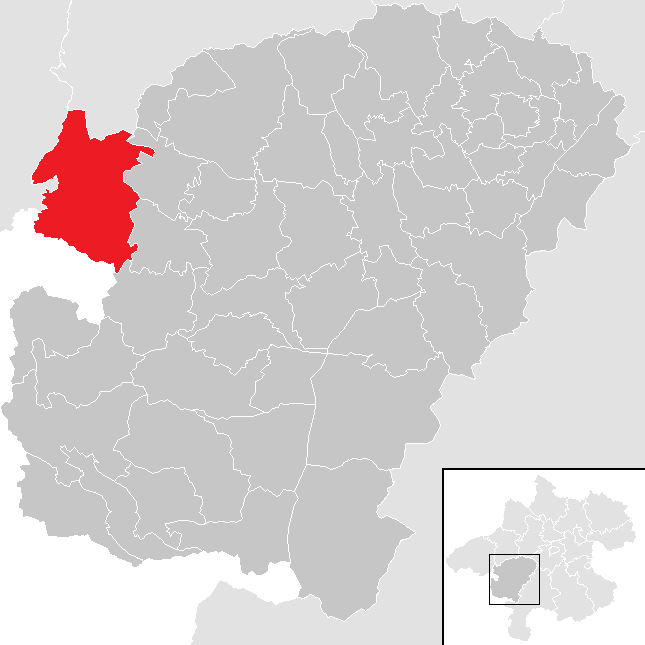
Pöndorf a Vöcklabrucki járásban

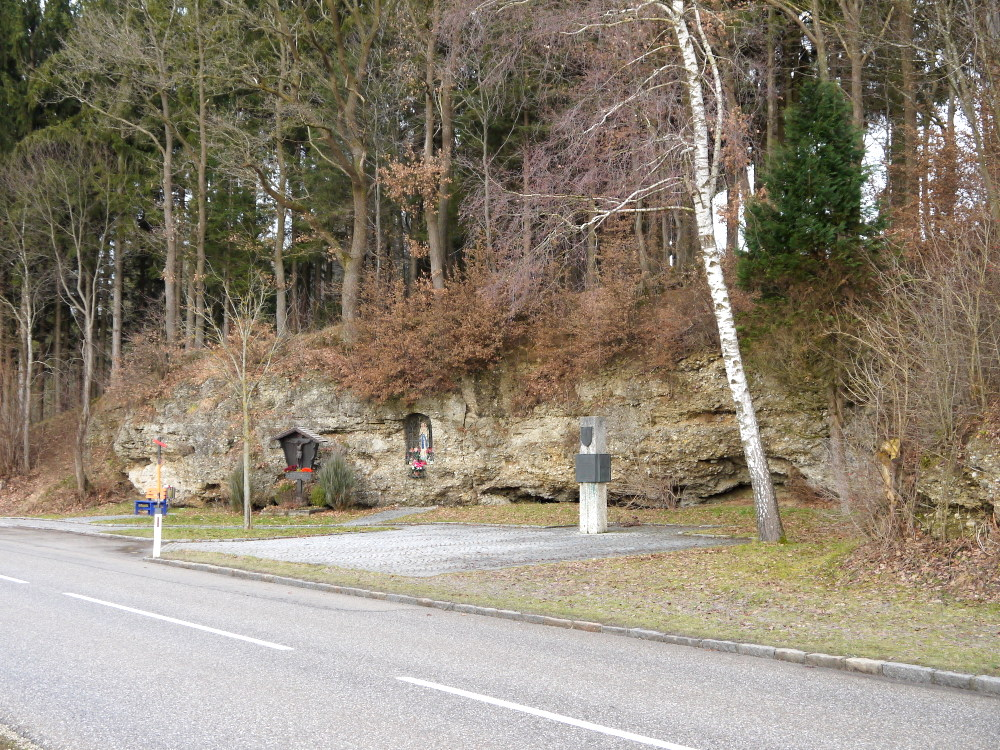
A volt osztrák-bajor határ

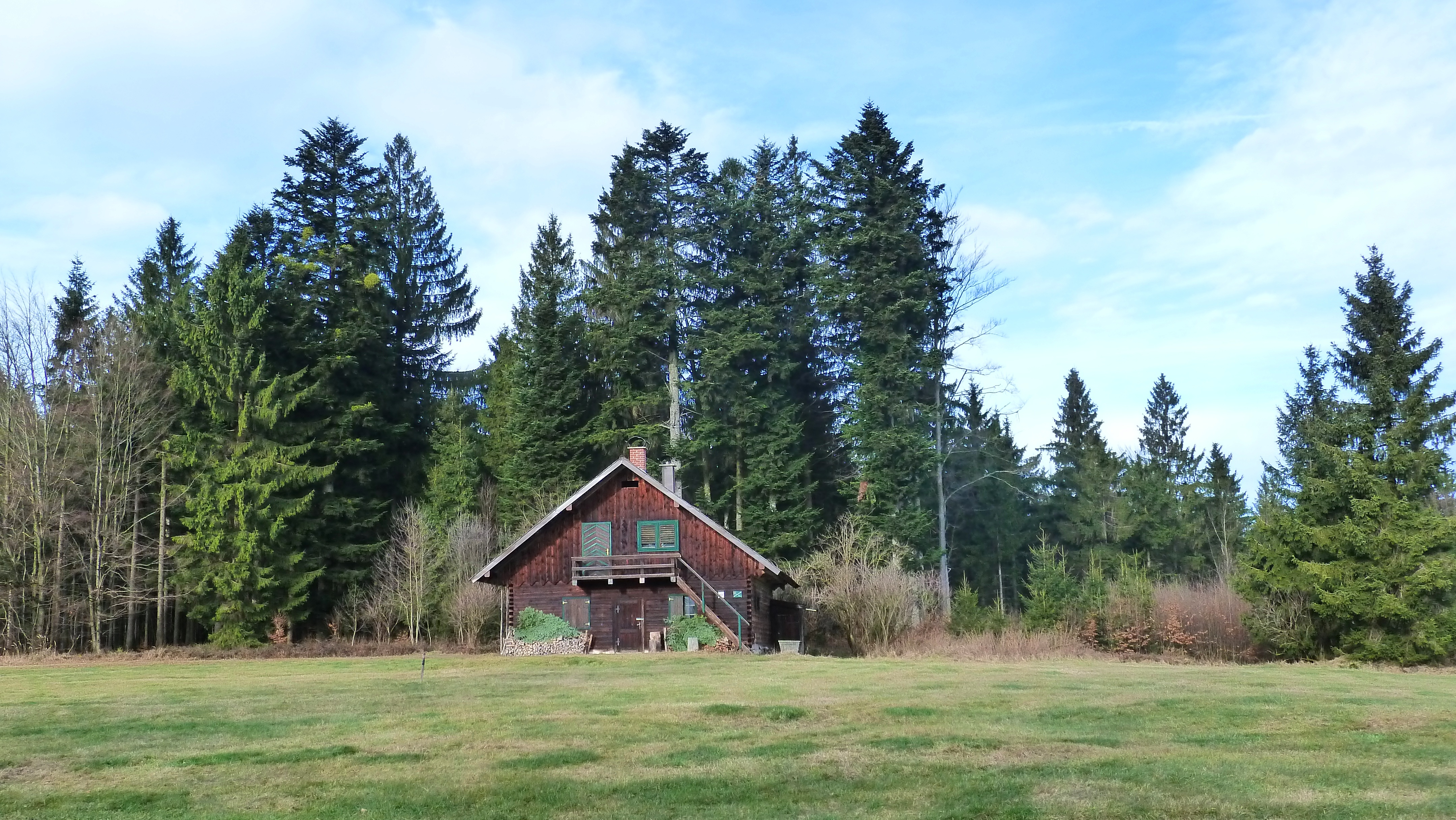
Vadászház a 734 méteres Kalteis hegyen

Pöndorf Felső-Ausztria Hausruckviertel régiójában helyezkedik el a Kobernaußerwald dombságon, a Kirchhamer Bach folyó mentén. Területének 29,5%-a erdő, 19,1% áll mezőgazdasági művelés alatt. Az önkormányzat 27 településrészt és falut egyesít: Bergham (402 lakos 2018-ban), Brunnwies (64), Fellern (70), Forstern (133), Gaisteig (19), Geretseck (44), Haberpoint (111), Haidach (53), Hechfeld (23), Hocheck (234), Kirchham (249), Landgraben (31), Lascostraße (0), Matzlröth (10), Nößlthal (42), Obermühlham (287), Oberschwand (25), Pading (30), Plain (30), Pöndorf (15), Preinröth (16), Schachen (30), Schwaigern (136), Untermühlham (89), Unterreith (97), Unterschwand (30) és Volkerding (116). 
A környező önkormányzatok: nyugatra Lengau, északnyugatra Sankt Johann am Walde, északra Lohnsburg am Kobernaußerwald és Waldzell, északkeletre Fornach, délkeletre Frankenmarkt és Weißenkirchen im Attergau, délnyugatra Straßwalchen (Salzburg tartomány).

## Története
Pöndorfot 809-ben említik először, a mondseei apátság javára kiadott adománylevélben. 955-ben a falu a passaui püspökséghez került, 1138-ban viszont a mattseei kolostor vette át a lakosok lelki gondozását. 1143-ban már önálló egyházközségként hivatkoznak rá. 1437-ben Hans von Kudlich eladta a friedburgi uradalmat Bajor-Landshut hercegének. így az osztrák-bajor határ azontúl a mai pöndorfi község területén húzódott keresztül. 1438-ra a falu elvesztette önálló egyházközségi státuszát és a frankenmarkti plébános alá rendelték.
1779-ben a bajor örökösödési háború lezárásával a mai Felső-Ausztria Innviertel régiója Ausztriához került és 350 év után Pöndorf megszűnt határvidék lenni. A napóleoni háborúkban a franciák és bajor szövetségeseik több alkalommal keresztülvonultak a térségen, a Pöndorf-Vöcklamarkt közötti utat kibővítették, hogy a tüzérség által is járható legyen.
1813-ban Pöndorfot Straßwalchen plébániája alá rendelték. 1848-ban megalakult a községi önkormányzat. 1858-ban megépült a Frankenmarkt-Salzburg vasútvonal, amelynek Pöndorfban is volt megállója. 1891-ben Pöndorf ismét önálló egyházközséggé vált. 

## Lakosság
A pöndorfi önkormányzat területén 2018 januárjában 2386 fő élt. A lakosságszám 1961 óta gyarapodó tendenciát mutat. 2015-ben a helybeliek 94,3%-a volt osztrák állampolgár; a külföldiek közül 2,3% a régi (2004 előtti), 2,1% az új EU-tagállamokból érkezett. 1,1% a volt Jugoszlávia (Szlovénia és Horvátország nélkül) vagy Törökország, 0,2% egyéb országok polgára. 2001-ben a lakosok 94%-a római katolikusnak, 2,7% pedig felekezeten kívülinek vallotta magát. Ugyanekkor 5 magyar élt a községben. 

## Látnivalók
- a Szt. Miksa-plébániatemplom barrokizált késő gótikus épület. 1803-ban leégett, 1813-ban újjáépítették.
- a volt osztrák-bajor határ Landgrabennél

## Testvértelepülések
- Schwaigern (Németország)

## Fordítás
- Ez a szócikk részben vagy egészben  a   Pöndorf című német Wikipédia-szócikk ezen változatának fordításán alapul.  Az eredeti cikk szerkesztőit annak laptörténete sorolja fel. Ez a jelzés csupán a megfogalmazás eredetét és a szerzői jogokat jelzi, nem szolgál a cikkben szereplő információk forrásmegjelöléseként.